# 15008 Delahodde
15008 Delahodde este un asteroid din centura principală de asteroizi.

## Descriere
15008 Delahodde este un asteroid din centura principală de asteroizi. A fost descoperit pe 24 august 1998 la Caussols, în cadrul proiectului ODAS. Asteroidul prezintă o orbită caracterizată de o semiaxă mare de 2,56 ua, o excentricitate de 0,21 și o înclinație de 5,6° în raport cu ecliptica.